# Kommissarin Lucas – Vergessen und Vergeben
Vergessen und Vergeben ist ein Film des ZDF, der Teil der Serie Kommissarin Lucas ist. Christiane Balthasar führte Regie bei dem 2009 ausgestrahlten Fernsehfilm. In ihrem zehnten Fall wird  Kommissarin Lucas (Ulrike Kriener) von dem cholerischen Mehrfachmörder Tobias Hübner (Florian Panzner) und dessen Freundin Daniela Lehner (Maria Kwiatkowsky) entführt und muss alles in die Waagschale werfen, um einigermaßen heil aus dieser Situation herauszukommen. Eine wichtige Rolle spielt in diesem Zusammenhang auch die Ärztin Ursel Feyninger (Johanna Gastdorf), die Mutter eines der Opfer.

## Handlung
Der Rentner Ludwig Lehner wird erschossen in seiner Wohnung aufgefunden. Kriminalhauptkommissarin Ellen Lucas fasst gegenüber ihrem Team noch einmal zusammen, was vor etwa einem Jahr geschah. Da hatte nämlich Lehners Tochter Daniela zusammen mit ihrem Freund Tobias Hübner Regensburg in Atem gehalten. Sechs Morde haben beide zu verantworten. Die Auswahl der Opfer war zufällig, sie töteten wahllos. Einzig ihr erstes Opfer war ihnen persönlich bekannt, Robert Feyninger, der Sohn einer Ärztin, mit ihm waren sie befreundet. Die Geschichte war seinerzeit ein Medienereignis. Die Angehörigen der Opfer wurden damals von Lehner sogar noch verhöhnt. Danach gab es Morddrohungen gegen sie aber auch gegen ihren Vater.
Zusammen mit dem neuen Kollegen Leander Blohm sucht Lucas Daniela Lehner in der Psychiatrischen Abteilung der Vollzugsanstalt auf, in der sie sich seit damals befindet. Hübner ist seitdem auf der Flucht. Sie habe nichts mehr mit Tobias zu tun und stecke mitten im Revisionsverfahren. Das alles täte ihr auch sehr leid, sie habe einen Fehler gemacht; worauf Lucas erwidert, das sei eine charmante Umschreibung für den Tod von sechs Menschen. Auch wenn ihr Vater sich selbst gerichtet habe, trage sie dafür ebenfalls die Verantwortung.
Lucas und Blohm nehmen an der Revisionsverhandlung Lehners teil. Während einer Pause stürmt Tobias Hübner schwer bewaffnet das Gerichtsgebäude und befreit seine Freundin. Wild mit der Waffe gestikulierend fordert er die Anwesenden auf, sich sofort auf den Bogen zu legen. Alle, bis auf Lucas, folgen dieser Aufforderung. Ein junger Polizist, der helfend eingreifen will, wird Hübners nächstes Opfer. Lucas wird auf Intervention Lehners von beiden mitgenommen. Hübner hat auf einem abgelegenen Gelände einen anderen Wagen bereitgestellt, den man als Fluchtauto nutzen will. Bevor sie losfahren fordert er Daniela auf, Lucas zu erschießen, da eine Geisel ein Klotz am Bein sei. Während Lehner noch überlegt, überfliegt ein Polizeihelikopter das Gelände. Das Pärchen behält Lucas daraufhin als Geisel. Hübner steuert das Fahrzeug in den Wald, um so für den Helikopter unsichtbar zu sein. Als er wieder auf  die Straße einbiegen will, sieht er sich mit Tina Burckhard und Martin Schiff, Ellens Kollegen, konfrontiert, die die Waffe auf ihn richten. Die Flucht gelingt dem Duo trotzdem, allerdings ist Hübner von einem Schuss Schiffs getroffen worden.
Als Ursel Feyninger ihr Haus betritt, sieht sie sich unvermutet den Mördern ihres Sohnes gegenüber. Hübner verlangt von ihr, ihm die Kugel zu entfernen. Als sie sich weigert, droht er damit, Lucas langsam zu töten, indem er ihr schrittweise Verletzungen zufügt, bis nichts mehr von ihr übrigbleibe. Seine Drohung verfehlt ihre Wirkung auf die Ärztin nicht. Die nun folgenden Stunden werden zur Nervenzerreißprobe für alle, für die Geiseln zudem zu einem unvorstellbaren Martyrium.
Während Boris Noethen mit seinen Leuten alles tut, um Ellen Lucas heil aus dieser schlimmen Situation herauszubekommen, versucht diese, so gut es ihr möglich ist, immer wieder Einfluss auf Daniela Lehner zu nehmen und zu ihr vorzudringen. Hübner hingegen erklärt Ursel Feyninger, dass er nichts gegen ihren Sohn gehabt habe, man brauche keinen Grund, um zu töten, man tue es einfach, weil man es könne. Es sei doch komisch, man schieße ein paar Menschen über den Haufen und plötzlich sei man so etwas wie berühmt. Den Namen ihres Sohnes hingegen werde man irgendwann vergessen haben.
Das Auftauchen eines kleinen autistischen Nachbarsjungen führt zu weiteren Belastungen. Hübner sperrt ihn weg. Er besteht darauf, erst bei Dunkelheit zu fliehen. Gegen die Schmerzen seiner wieder blutenden Wunde soll Ursel Feyninger ihm eine schmerzstillende Spritze geben. Sie spritzt ihm ein Betäubungsmittel. Als er das bemerkt, ist er außer sich und hält der Ärztin seine Waffe an den Kopf. Lucas wirft sich dazwischen, ein Schuss fällt. Nun völlig außer sich stülpt er ihr eine Stofftasche über den Kopf und verlangt, dass Daniela die Kommissarin erschießt. Als sie zögert, hält er seiner Freundin seine Waffe an den Kopf. Es klingelt. Boris Noethen erkundigt sich bei Ursel Feyninger nach ihrem Befinden nach der schmerzvollen Verhandlung. Es gelingt ihm, eine Handtasche mit einer ins Futter eingenähten Wanze ins Haus zu schleusen. Im Übertragungswagen kann man nun hören, was im Haus gesprochen wird, Ellens Stimme ist nicht darunter. Der Kontakt geht einige Zeit später wieder verloren, als Hübner der Tasche einen wütenden Fußtritt versetzt.
Gerade als Hübner Lucas in der Garage erschießen will, stürmt Leander Blohm das Gebäude. Da Lehner eingreift und dem Polizisten eine Waffe über den Kopf schlägt, wird auch er zur Geisel. Mit den drei Bedrohten setzt sich der Fluchtwagen kurz darauf in Bewegung. Während der Fahrt versucht Blohm Misstrauen zwischen Daniela und Tobias zu säen, indem er Lehner glauben machen will, dass Hübner ihren Vater erschossen hat. Die Finte zeigt Wirkung. Kurz darauf wird das Fluchtauto in die Zange genommen und von einem massiven Polizeiaufgebot umstellt, sodass ein Ausweichen unmöglich ist. Hübner droht damit, eine Geisel nach der anderen zu erschießen. Der Leiter des LKA rät zum Angriff, Noethen zögert jedoch aus verständlichen Gründen. Dann fällt ein Schuss und die Frontscheibe färbt sich blutrot. Daniela Lehner hat ihren Freund erschossen. Fassungslos stammelt Ursel Feyninger: „Sie hat mir das Leben gerettet.“
Ellen besucht Ursel Feyninger und findet den kleinen autistischen Jungen wohlbehalten bei ihr vor. Sie erzählt ihr, dass Daniela Lehner für den Rest ihres Lebens in Sicherungsverwahrung bleiben werde, der Schuss auf Hübner wirke sich nicht strafmildernd aus. Geklärt ist nun auch, dass Ludwig Lehner sich selbst erschossen hat.

## Produktion

### Produktionsnotizen, Veröffentlichung
Vergessen und Vergeben wurde vom 9. September bis 25. November 2008 in München und Regensburg gedreht.
Der Film wurde am 16. Mai 2009 zur Hauptsendezeit im ZDF erstausgestrahlt.
Vergessen und vergeben ist zusammen mit fünf weiteren Folgen der Serie am 16. September 2016 auf DVD erschienen, herausgegeben vom Studio Hamburg Enterprises.

### Privates der Kommissare
Lucas bekommt in dieser Folge einen neuen Kollegen zugeteilt, Leander Blohm. Er stammt aus einer Hamburger Reederfamilie, hat sein Studium der Psychologie, er wollte Polizeipsychologe werden, abgebrochen und kommt aus einem reichen Elternhaus, was man seinem Auftreten anmerkt. Er fährt einen Porsche und trägt Maßanzüge. Dass er keinen Versuch wagt, um Ellen vor der Geiselnahme zu bewahren, kreidet ihm vor allem Martin Schiff aus Lucas Team schwer an.
Als Lucas mit ihrer Schwester Rike und Max am Ende des Films an der Donau grillt, fällt ihr Blick wieder auf die Karte, die ihr Ursel Feyninger untergeschoben hat und die die Anschrift ihrer Therapeutin enthält. Die Gespräche mit ihr täten ihr gut, hat sie Ellen erzählt. Wird die Kommissarin sie anrufen?

## Rezeption

### Einschaltquote
Bei seiner Erstausstrahlung hatte Vergessen und Vergeben eine Quote von 4,95 Mio. Zuschauern bei einem Marktanteil von 18,5 Mio.

### Kritik
Das Lexikon des internationalen Films befand: „Spannender (Fernseh-)Serienkrimi um die Regensburger Polizeibeamtin, ganz auf die zentrale Psychoduell-Situation konzentriert.“
Rainer Tittelbach von Tittelbach.tv lobte: „Auch der 10. Einsatz der stets seelisch gebeutelten ‚Kommissarin Lucas‘ war ein überdurchschnittlicher Krimi, in dem neben Ulrike Kriener ‚Shootingstar‘ Maria Kwiatkowsky heraus stach und Florian Stetter als neuer Kollege einen nahezu perfekten Einstand hatte.“
news.de rieb sich am Namen des neuen Assistenten Leander Blohm, sprach Florian Panzner als Hübner das nötige „Charisma“ ab, das eine Frau dazu bringe, sich dem Willen eines Mannes bedingungslos zu unterwerfen, war jedoch insgesamt der Ansicht: „Trotz einiger Ungereimtheiten bleibt ‚Vergeben und Vergessen‘ aber ein sehenswerter Krimi, der mutig und konsequent neue Wege geht. Mit Florian Stetter als Ellens neuem Assistenten wurde zudem ein interessanter Nachfolger für den von Thure Riefenstein gespielten Stefan Deuter gefunden. Der Neue fügt sich nach anfänglichen Schwierigkeiten gut ins Team ein. Wenn nur nicht dieser Name wäre. ‚Leander, das klingt so unmännlich‚‘ unkt Ellen Lucas nach getaner Arbeit beim gemeinsamen Grillen an der Donau.“
kino.de urteilte: „Dank einer konzentrierten Inszenierung und einer herausragenden Kameraarbeit (Hannes Hubach) entfesselt Balthasar einen rasenden Stillstand von enormer Intensität: Selten hat ein Reihenkrimi mit so wenig Geschichte so viel Faszination entwickelt.“ Weiter hieß es, dass das mörderische Duo von Kwiatkowsky und Panzner „beängstigend überzeugend“ verkörpert werde. „Zusätzlich erhöht wird die Spannung durch die Parallelhandlung: Während die Kommissarin um ihr Leben redet, versucht die Polizei fieberhaft, das Versteck zu finden und die Geiseln zu retten.“